# IC 5223
IC 5223 ist eine Spiralgalaxie vom Hubble-Typ Sa im  Sternbild Pegasus am Nordsternhimmel. Sie ist schätzungsweise 350 Millionen Lichtjahre von der Milchstraße entfernt.
Das Objekt wurde am 23. Oktober 1903 von  Stéphane Javelle entdeckt.